# تمثال أمنحتب الثالث الضخم
تمثال الكوارتزيت الضخم لأمنحتب الثالث هو منحوتة مصرية قديمة يرجع تاريخها إلى الأسرة الثامنة عشرة ( ق. 1350 قبل الميلاد ). وقد تم العثور عليها في المعبد الجنائزي الضخم للفرعون أمنحتب الثالث على الضفة الغربية لنهر النيل في طيبة (الأقصر) في مصر . لم يبق سوى رأس التمثال الضخم المكسور. وهي جزء من مجموعة قسم مصر القديمة والسودان بالمتحف البريطاني.
كان هذا التمثال البني من الكوارتزيت واحدًا من سلسلة من التماثيل شبه المتطابقة التي تحيط بالجانب الغربي من الفناء ذي الأعمدة. يكون عند اكتماله بارتفاع أكثر من 8 أمتار (26 قدم)، وكان الجسم يقف في الوضع الكلاسيكي للإله أوزوريس مع ساقيه وذراعيه متقاطعتين، ممسكًا بعصا الرعي والمذبة، وهما رمزان للملكية المصرية، ويرتدي الرأس نقبة ملكية قصيرة والتاج الأحمر لمصر السفلى. سمح اكتشاف رأس تمثال آخر والعديد من شظايا الجسم في عام 1964 بإعادة بناء وضع التمثال، وكانت التماثيل الموجودة على الجانب الآخر من الفناء متشابهة، ولكنها كانت مصنوعة من الجرانيت الأحمر وترتدي التاج الأبيض لمصر العليا.
تم تفسير الوضعية على أنها ترمز إلى عيد سد الأول لأمنحتب الثالث، عندما كان يُعتقد أن الفرعون خضع لطقوس تجديد الشباب وأصبح إلهًا وهو لا يزال على قيد الحياة، وحدث هذا في الذكرى الثلاثين لحكمه، وتم بعد ذلك عبادة أمنحتب الثالث كإله من خلال هذا التمثال وأمثاله.
تم شراء الرأس ذات 1.17 م ارتفاع، 81 سم عرض و66 سم طول من هنري سولت في عام 1823، ويحمل الرقم المرجعي EA 7 ويتم عرضه حاليًا في القاعة الكبرى بالمتحف. وفي الفترة من سبتمبر 2006 إلى فبراير 2008، تم إرساله على سبيل الإعارة إلى الولايات المتحدة الأمريكية كجزء من المعرض المتنقل "المعابد والمقابر".

## قراءة
- B. Porter & R. Moss, Topographical Bibliography of Ancient Egyptian Hieroglyphic Texts, Reliefs and Paintings II (Oxford, 1972), p. 453 (with earlier bibliography)
- T. G. H. James & W. V. Davies, Egyptian Sculpture (London, 1983), p. 38, fig.45
- P. Kozloff, B. Bryan and M. Berman, Egypt's Dazzling Sun (Cleveland Museum of Art, 1992), pp. 156–158 = Le Pharaon-Soleil (Paris, 1993), pp. 126–128
- G. Robins, The Art of Ancient Egypt(London, 1997), p. 122, fig.135
- Art and Afterlife in Ancient Egypt (Japan 1999-2000), p. 32
- Temples and Tombs [exhibition catalogue] (American Federation of Arts, 2006) 52, cat no. 10
- P. Nicholson and I. Shaw, Ancient Egyptian Materials and Technology (Cambridge 2000), p. 54
- E.R. Russmann, Eternal Egypt: Masterworks of (University of California Press, 2001)
- N. Strudwick, Masterpieces of Ancient Egypt, London: British Museum Publications, 2006, pp. 154–5

## وصلات خارجية
- صفحة المتحف البريطاني على الرأس (مؤرشفة)
- صفحة المتحف البريطاني التفصيلية على الرأس (مؤرشفة)

قالب:British Museum